# 二八会
二八会は、当初は明治28年（1895年）に東京帝国大学を卒業した者たちの親睦を趣旨とする一般的な同窓会であり、毎月1回学士会館に集まる会であった。主要メンバーは小野塚喜平次、浜口雄幸、幣原喜重郎、下岡忠治、上山満之進、高野岩三郎、田中清次郎、伊沢多喜男など。
その後、会合は一時中断していたが大正2年（1913年）1月14日に内務省地方長官会議が開催された折に、メンバーの数人が上京したのを機に再開され、大正12年（1923年）までに9回ほど開催された。二八会が再開されたのは第3次桂内閣期であり、会員より次官が誕生したころであり、特に下岡農商務次官、浜口逓信次官、伊沢警視総監は桂内閣の三羽烏と称され、公私にわたって緊密な関係を築いていた。以後数次に渡ってメンバーの多くが政府の要職に就いたため、当初の親睦会的性格の二八会は次第に政治ネットワークに変質していった。

## 特色
メンバー主流派は立憲同志会・憲政会・立憲民政党系統の政党と関係が深く、浜口、下岡、俵は党員となり、伊沢・久保田政周、西久保弘道・昌谷彰・幣原喜重郎・上山満之進・菅原通敬は党外人として高いポストで任用されることが多かった。

## 二八会の会員
- 青木良雄
- 池上駒衛
- 伊沢多喜男（台湾総督、枢密顧問官）
- 伊吹山徳司
- 岩田一郎
- 大久保正策
- 小笠原金三郎
- 小田切磐太郎（衆議院議員）
- 落合芳蔵
- 小野塚喜平次（貴族院議員、東大総長）
- 嘉納徳三郎
- 上山満之進（枢密顧問官、台湾総督）
- 神山閏次（群馬県知事）
- 嘉山幹一
- 川田敬三
- 河村金五郎（宮内次官）
- 菊池忠三郎
- 清野長太郎（復興局長官）
- 久保田勝美
- 久保田政周（内務次官）

- 幣原喜重郎（首相、外相）
- 下岡忠治（衆議院議員、内務次官）
- 勝田主計（蔵相、文相）
- 末永晃庫
- 菅原通敬（枢密顧問官、大蔵次官）
- 高木亥三郎
- 高野岩三郎（日本放送協会会長）
- 高橋達三郎
- 田所美治 (文部次官)
- 田中清次郎
- 田中国三郎
- 田中鉄二郎
- 田原豊（三菱製紙会長）
- 俵孫一（商工相、衆議院議員）
- 豊島直通
- 中島滋太郎(日本郵船重役)
- 中西登喜次
- 中西用徳
- 中山成太郎
- 永浜盛三

- 南部哲四
- 西久保弘道（貴族院議員、東京市長）
- 橋本捨三郎
- 浜口雄幸（首相、蔵相）
- 土方久徴（日本銀行総裁）
- 平井正憲
- 本多精一
- 昌谷彰（樺太庁長官）
- 松浦寅三郎（女子学習院長）
- 松崎壽三
- 水川復太
- 矢作栄蔵
- 山本亀光
- 横村栄太郎

※『大正期の政治構造』149頁による。